# Rocco DiSpirito
Rocco DiSpirito (Jamaica, Queens, 19 de noviembre de 1966) es un chef y autor estadounidense.

## Vida y carrera
DiSpirito nació en Queens, Nueva York, Nueva York. Se graduó en 1986 del Culinary Institute of America en Hyde Park, Nueva York, y en 1990 de la Universidad de Boston con una licenciatura en negocios. DiSpirito es conocido por su cocina italoestadounidense y su innovadora cocina fusión.
DiSpirito es más conocido como un chef famoso y autor de libros de cocina. Es conocido por su participación en Union Pacific,un restaurante que abrió en 1997 en la sección de Gramercy Park en Manhattan. Un año después, la revisora de The New York Times, Ruth Reichl, en una exaltada reseña de tres estrellas, informó que una mujer en la mesa contigua gimió en éxtasis incontrolable mientras comía, pero era imposible determinar qué plato había provocado esa reacción, ya que casi todos los entrantes eran merecedores de esos gemidos. DiSpirito se separó de Union Pacific en 2004.
De 2003 a 2004, DiSpirito actuó en el programa de telerrealidad de NBC, The Restaurant, que siguió al lanzamiento y operación de un nuevo restaurante de Manhattan llamado Rocco's el 22 de diciembre. El programa fue cancelado y DiSpirito fue demandado con éxito por el financiero Jeffrey Chodorow cerrar el restaurante y prohibirle a DiSpirito que ingrese a las instalaciones.
DiSpirito sucedió a Arthur Schwartz como presentador de Food Talk, un programa matutino de una hora en estación de radio de Nueva York, WOR (AM), de octubre de 2004 a diciembre de 2005, y luego presentó 12 episodios del programa de televisión Rocco Gets Real en A&E (4 de octubre hasta el 27 de diciembre de 2008).
También apareció en un comercial de Lincoln MKX y en la comedia sitcom de ABC, The Knights of Prosperity, y fue juez invitado en Top Chef de Bravo. DiSpirito regresó a Top Chef en la final de la tercera temporada (Top Chef: Miami), en el que tres famosos chefs fueron traídos a trabajar como nuevos chefs para los concursantes, con DiSpirito asistiendo a Hung Huynh, y fue juez invitado el 14 de marzo de 2008 en estreno de la cuarta temporada de Top Chef (Top Chef: Chicago). Apareció en The Biggest Loser: Couples (temporada 5) de NBC en un episodio que se emitió el 5 de febrero de 2008 (episodio 506), en el cual los concursantes fueron desafiados a preparar tres cursos saludables basados en las recetas de DiSpirito; DiSpirito juzgó la comida y determinó el equipo ganador. La temporada siguiente apareció en el segundo episodio (transmitido el 23 de septiembre de 2008) de The Biggest Loser: Families, llevando al «peor» cocinero de cada par de compras y enseñándoles a preparar recetas saludables.
DiSpirito fue concursante en la séptima temporada de Dancing with the Stars y fue emparejado con la bailarina de salón profesional Karina Smirnoff. Fue eliminado en el episodio del 14 de octubre de 2008 y quedó en el noveno puesto.
En 2006, DiSpirito realizó un anuncio de servicio público para Do Something para promover campañas de donación de alimentos para las escuelas.
El 3 de mayo de 2010, DiSpirito apareció como él mismo en la serie de televisión ABC, Castle, en el episodio «Food to Die For».
El 15 de junio de 2011, DiSpirito debutó como presentador de una competencia semanal de cocina de telerrealidad, titulada Rocco's Dinner Party, en Bravo.
DiSpirito apareció como un concursante famoso en el episodio del 21 de junio de 2012 del programa de citas de Fox, The Choice.
DiSpirito alberga el programa de televisión sindicado Now Eat This! with Rocco Dispirito, que debutó el 15 de septiembre de 2012.
En 2013, DiSpirito fue el presentador del programa de telerrealidad de Food Network, Restaurant Divided, en el que acudió a restaurantes en dificultades donde los propietarios tenían dos visiones diferentes y luego eligieron qué concepto salvaría el restaurante.
El 20 de agosto de 2017, DiSpirito apareció en Guy's Grocery Games - Superstar Tournament Part 1 del famoso chef Guy Fieri, compitiendo contra otros chefs famosos por un primer premio de $40,000 dólares donado a su organización benéfica elegida. DiSpirito llegó a la final y venció al ganador del torneo anterior de Iron Chef, Alex Guarnaschelli.

## Premios
- Ganador del Premio James Beard[15] por su libro Flavor
- 1999, «Mejor nuevo chef estadounidense»[15] por Food and Wine Magazine
- 2000, «Chef joven más emocionante»[15] por Gourmet Magazine
- 2000, Nominado como Mejor Chef: Ciudad de Nueva York por James Beard Foundation[16]
- 2001, Nominado como Mejor Chef: Ciudad de Nueva York por James Beard Foundation[16]
- 2002, «Chef vivo más sexy»[15] por People Magazine
- 2003 Nominado como Mejor Chef: Ciudad de Nueva York por James Beard Foundation[16]
- 2004, Ganador del Premio James Beard: Mejor libro de cocina, por su libro  Cooking From A Professional Point of View[16]

## Libros de cocina
- (5 de noviembre de 2003) Flavor. Hyperion. (ISBN 0786868562)
- (17 de noviembre de 2004) Rocco's Italian American. Hyperion. (ISBN 0786868570)
- (6 de diciembre de 2005) Rocco's Five Minute Flavor: Fabulous Meals with 5 Ingredients in 5 Minutes. Scribner. (ISBN 0743273842)
- (6 de noviembre de 2007) Rocco's Real Life Recipes: Fast Flavor for Everyday. Wiley. (ISBN 0696237032)
- (21 de octubre de 2008) Rocco Gets Real: Cook at Home, Every Day. Wiley. (ISBN 0696238233)
- (2 de marzo de 2010) Now Eat This!: 150 of America's Favorite Comfort Foods, All Under 350 Calories. Ballantine Books. (ISBN 0345520904)
- (22 de marzo de 2011) Now Eat This! Diet: Lose Up to 10 Pounds in Just 2 Weeks Eating 6 Meals a Day! Grand Central Life & Style.(ISBN 0446584495)
- (25 de septiembre de 2012) Now Eat This! Italian: Favorite Dishes from the Real Mamas of Italy--All Under 350 Calories. Grand Central Life & Style. (ISBN 0446584517)